# Subaru Forester
Subaru Forester je crossover kombi s pohonem všech kol AWD, který od roku 1997 vyrábí Fuji Heavy Industries a prodává pod značkou Subaru. V Japonsku je dostupný od roku 1997 a sdílí svou platformu se Subaru Impreza.

## První generace (SF, 1997 – 2002)
Forester byl představený na Tokyo motor show v listopadu 1995 jako koncept Streega, v Japonsku byl dostupný k prodeji od února 1997 a v USA od roku 1998 s větším 2,5litrovým motorem DOHC čtyřválcovým boxerem ze Subaru Outbacku.
Roku 2000 byl proveden facelift úpravou světlometů, masky chladiče, zavazadlového prostoru a zadních světel. K dispozici byl i model turbo s výkonem 130 kW/177 koní.

## Druhá generace (SG, 2002 – 2008)
Na domácím japonském trhu se Subaru Forester druhé generace prodával s dvoulitrovým čtyřválcovými motory tvaru boxer, jak atmosférickými, tak turbo. V malých sériích byla také vyráběna verze Forester STI (automobil navržený v tuningovém ateliéru Subaru Technica International) s 2,5litrovým přeplňovaným motorem EJ257 s automatickou změnou časování vstřikování paliva I-Active valves.
Evropská základní verze motoru 2.0X měla od roku 2002 výkon 92 kW/125 koní (EJ201), verze XT se vyráběla s dvěma motory 2.0 turbo 130kW a 2.5 turbo 155kW (EJ255), základní verze po faceliftu od roku 2005 měla motor EJ204 s 116 kW/158 koňmi a verze 2.5 XT EJ255 se 169kW.
Existuje jistý mýtus v označování karosérie kódy SG5 (před faceliftem) a SG9 (po faceliftu a nebo STi model). Číselné označení ovšem nemá s karosérií nic společného a jedná se o označení motoru. SG5 a SG9 (v USA a Austrálii i SG6) jsou označení motoru. SG5 jsou dvoulitrové motory, SG6 jsou 2.5 atmosférické a SG9 jsou 2.5 turbo (verze XT a STi) . Subaru používalo 4. znak VIN kódu pro označení modelu (B Legacy, G Impreza, S Forester), 5. znak pro označení druhu karosérie (D- Impreza sedan; L- Legacy sedan; G Impreza Sport wgn and Forester; P- Legacy wagon; T- Baja) a 6. znak pro označení motoru. 6. znak se průběžně měnil, ale v letech 2002-2008 pro Forestery platilo výše zmíněné. Tento kód je zároveň i uveden v technickém průkazu u položky varianta vozu. 

## Třetí generace (SH, 2008 – 2012)
Třetí generace byla představena v roce 2008.

## Čtvrtá generace (SJ, 2012 – 2018)
Čtvrtá generace byla představena 13. listopadu 2012. V Japonsku se prodává s dvoulitrovými čtyřválcovými motory tvaru boxer o výkonu 150 koní a kroutícím momentem 198 Nm a přeplňovaná verze XT s výkonem 276 koní (206 kW) a 350 Nm. Ve Spojených státech je k disposici motor o objemu 2,5 litru s výkonem 173 koní a přeplňovaná verze XT s výkonem 253 koní (188 kW) a 350 Nm, v Evropě zase dvoulitrový diesel s výkonem 146 koní, dvoulitrový atmosférický benzínový dvoulitrový motor o výkonu  150 koní (110 kW) a 198 Nm a opět přeplňovaná verze XT s výkonem 237 koní (177 kW) a 350 Nm. K dispozici jsou dvě převodovky – šestistupňová manuální převodovka a bezstupňový variátor Lineartronic.